# Добрянка (селище)
Добря́нка —  селище в Україні, у Тальнівській міській громаді Черкаської області. У селі мешкає 48 людей.

## Історія
- Село постраждало внаслідок геноциду українського народу, проведеного окупаційним урядом СССР 1923-1933 та 1946-1947 роках[джерело?].